# Raión de Mikoyán-Shajar
El raión de Mikoyán-Shajar (en ruso: Микоян-Шахарский район) fue una unidad territorial y administrativa del óblast autónomo Karachái de la Unión Soviética entre 1931 y 1939, con centro en Mikoyán-Shajar.

## Historia
El raión de Mikoyán-Shajar se formó en 1931 como parte del óblast autónomo Karachái del krai del Cáucaso Norte. El 20 de noviembre de 1931 se le anexaron los selsoviet de Krasnogorsk y Ust-Dzhegutá del abolido raión de Batalpashínskaya.
Según datos de 1932, el distrito de Mikoyán-Shajar incluía los selsoviet Verjne-Marinski, Verjne-Teberdinski, Gueorguie-Osetinski, Dautski, Dzhegonaski, Dzhazlikski, Dzhegutinski, Kamennomostski, Kart-Dzhurtski, Kyzyl-Kalinski, Nizhne-Marinski, Nizhne-Teberdinski, Novo-Karacháyevski, Sary-Tyuzski, Jumarinski y Jurzukski, así como el complejo turístico Teberdá.
El 13 de marzo de 1937 el óblast autónomo pasó a formar parte de la krai de Ordzhonikidze (futuro krai de Stávropol). El 22 de noviembre de 1938 se formó en la región el posiólok de trabajo Ordzhonikidzevski.
El 31 de enero de 1939, el raión de Mikoyán-Shajar fue abolido y su territorio fue transferido al raión de Mikoyán y a la ciudad de Mikoyán-Shajar.